# Afro-Türken
Afro-Türken sind die Nachfahren afrikanischer Sklaven in der Türkei. In Volkszählungen wird ihre Anzahl nicht erfasst. Es wird geschätzt, dass es circa 5.000 bis 200.000 Afro-Türken gibt. Sie werden von den afrikanischen Migranten in der Türkei unterschieden. Sie sind außerdem nicht zu verwechseln mit den Schwarzen Türken, welches eine politische Bezeichnung ist. Deswegen werden Afro-Türken nicht als schwarze Türken bezeichnet.

## Geschichte
Während der Zeit des Osmanischen Reiches wurden jährlich circa 10.000 Menschen als Sklaven in die Türkei verschleppt. Manche davon kamen vom afrikanischen Kontinent. Als die Sklaverei um 1878 abgeschafft wurde, siedelten sie sich dort an, wo sie früher Sklaven gewesen waren. Teilweise wurde ihnen Land von der Regierung geschenkt.

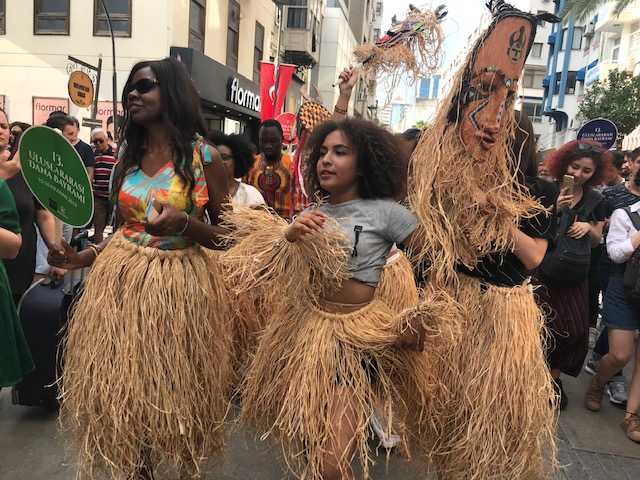
Das Kalb-Festival

Mit der Gründung der Republik im Jahr 1923 wurden sie türkische Staatsbürger. Weitere Afro-Türken erreichten die Türkei ab 1924, nachdem im Vertrag von Lausanne ein Bevölkerungsaustausch zwischen Griechenland und der Türkei beschlossen worden war. Dieser betraf unter anderem einen Teil der schwarzen Bewohner Kretas, die mehrheitlich muslimisch waren und zwar bis dahin keine Verbindungen zur Türkei hatten, jedoch im Rahmen des vereinbarten Austauschs in die Türkei umgesiedelt wurden.

## Gegenwart
Heute leben die Afro-Türken größtenteils integriert. Sie sprechen türkisch. Ihre genaue Anzahl ist nicht bekannt, weil dies bei der Volkszählung nicht erfasst wird. Ein bekannter Afro-Türke war Mustafa Olpak. Der Steinmetz, welcher von Sklaven abstammt, schrieb ein Buch über seine Familiengeschichte.
Bis in die 1950er Jahre feierten die Afro-Türken in Izmir das Kalb-Festival. In jüngster Zeit wurde diese Tradition wiederbelebt.

## Persönlichkeiten
- Ahmet Ali Çelikten
- Mustafa Olpak